# Cher oncle Bill
Pour les articles homonymes, voir Family Affair.
Cher oncle Bill (Family Affair) est une série télévisée américaine en 138 épisodes de 25 minutes, créée par Don Fedderson et diffusée entre le 12 septembre 1966 et le 4 mars 1971 sur le réseau CBS.
Au Québec, la série a été diffusée à partir du 7 septembre 1967 à la Télévision de Radio-Canada, ainsi qu'en Suisse sur la TSR et Télé Luxembourg. En France, elle a été diffusée pour la première fois le 31 août 1987 sur M6.

## Synopsis
Après la mort de son frère et de sa belle-sœur, le riche célibataire Bill Davis se voit confier la garde de ses neveux : Cécile, une adolescente de quinze ans et les jumeaux de six ans, Jacky et Fanfan... et mademoiselle Pétronille, la poupée à lunettes de Fanfan. Avec l'aide de son majordome anglais, Monsieur Félix, Bill découvre la vie de famille.

## Fiche technique
- Titre original : Family Affair
- Titre français : Cher oncle Bill
- Réalisateur : Charles Barton, William D. Russell
- Scénaristes : Don Fedderson, Edmund L. Hartmann, Henry Garson, Edmund Beloin
- Production : Edmund Beloin, Henry Garson, Edmund L. Hartmann
- Sociétés de production : Don Fedderson Productions, Family Affair Company
- Musique : Frank De Vol (générique); Jeff Alexander, Nathan Scott
- Pays d'origine : États-Unis
- Langue : anglais
- Nombre d'épisodes : 138
- Durée : 25 minutes (5 saisons)
- Date de première diffusion : 
  -  États-Unis : 12 septembre 1966
  -  Québec : 7 septembre 1967
  -  France : 31 août 1987

## Distribution
- Brian Keith (VF : René Arrieu) : Bill Davis
- Sebastian Cabot (VF : Émile Duard) : Monsieur Félix (Giles French en VO)
- Kathy Garver (en) : Cécile, la jeune fille (Catherine « Cissy » Davis en VO)
- Johnny Whitaker (VF : Linette Lemercier) : Jacky (Jody Davis en VO)
- Anissa Jones (VF : Arlette Thomas) : Fanfan (Buffy Davis en VO)
  - Mademoiselle Pétronille : la poupée de Fanfan (Mrs Beasley en VO)
- Heather Angel : Miss Faversham
- John Williams : Nigel « Niles » French
- Nancy Walker : Emily Turner
- Betty Lynn : Miss Lee
- Sherry Alberoni : Sharon James
- Gregg Fedderson : Gregg Bartlett

## Épisodes

### Première saison (1966-1967)
1. Fanfan (Buffy)
2. Jacky et Cécile (Jody and Cissy)
3. titre français inconnu (The Gift Horse)
4. La Question de l'école (The Matter of School)
5. Confiture (Marmalade)
6. Chambre avec un point de vue (Room with a Viewpoint)
7. titre français inconnu (Mrs. Beasley, Where Are You ?)
8. Qui a peur de Nural Shpeni ? (Who's Afraid of Nural Shpeni ?)
9. Une question pour les experts (A Matter for Experts)
10. Méfiez-vous l'Autre (Beware the Other Woman)
11. titre français inconnu (Take Two Aspirin)
12. titre français inconnu (Love Me, Love Me Not)
13. titre français inconnu (The Thursday Man)
14. Pensez profonde (Think Deep)
15. titre français inconnu (Hard Hat Jody)
16. titre français inconnu (That Was the Dinner That Wasn't)
17. Tout autour de la ville (All Around the Town)
18. Un pour le petit garçon (One for the Little Boy)
19. titre français inconnu (Fancy Free)
20. Un coup de main (A Helping Hand)
21. Une fois dans l'amour avec Fanfan (Once in Love with Buffy)
22. titre français inconnu (Ballerina Buffy)
23. La Langue maternelle (The Mother Tongue)
24. Tout le monde a besoin de quelqu'un (Everybody Needs Somebody)
25. titre français inconnu (The Way It Was)
26. Tous les neveux naissent égaux (All Nephews Are Created Equal)
27. Boule de neige (The Prize)
28. Le Cow-boy (What Did You Do in the West, Uncle ?)
29. Le Trophée (The Award)
30. Venez-vous danser ? (The Butler Method)

## Une série maudite
Trois comédiens de la série décèderont dans les premières années qui suivent l’arrêt de la série, en 1971 :
- Anissa Jones (Fanfan) meurt d’une overdose à l’âge de 18 ans, en 1976 ;
- Sebastian Cabot (M. Félix) décède d’une crise cardiaque en 1977 ;
- Brian Keith (Oncle Bill) se suicidera par arme à feu vingt ans plus tard, deux mois après le suicide de sa fille.

## Autour de la série
Diffusée tardivement en France, cette gentille bluette familiale sans prétention des années 1960 y a été appréciée. Aux États-Unis, la série a connu un immense succès : les fillettes américaines s’arrachaient des exemplaires de la poupée de Fanfan, Mademoiselle Pétronille, vendue dans tout le pays.

## Remake 2002
Un remake de la série en seize épisodes de 22 minutes créée par Sid et Marty Krofft a été produite et seulement quatorze épisodes ont été diffusés du 12 septembre 2002 au 13 mars 2003 sur le réseau The WB. Elle est inédite dans tous les pays francophones.

### Distribution
- Gary Cole : William « Bill » Davis
- Tim Curry : Mr. Giles French
- Caitlin Wachs : Sigourney « Sissy » Davis
- Jimmy Pinchak : Jody Davis
- Sasha Pieterse : Buffy Davis
- Luke Benward : Jody Davis (épisode 1 et 2)

### Épisodes
1. titre français inconnu (Pilot: Part 1)
2. titre français inconnu (Pilot: Part 2)
3. titre français inconnu (French Lessons)
4. titre français inconnu (Mrs. Beasley Disappears)
5. titre français inconnu (Skivvies)
6. titre français inconnu (Ballroom Blitz)
7. titre français inconnu (No Small Parts)
8. titre français inconnu (Nightmare on 71st Street)
9. titre français inconnu (The Room Parent)
10. titre français inconnu (I Know What You Did Last Sunday)
11. titre français inconnu (Holiday Fever)
12. titre français inconnu (Sissy's Big Fat Moroccan First Date)
13. titre français inconnu (Miss Turnstiles)
14. titre français inconnu (Crushed)
15. titre français inconnu (Space Invaders)
16. titre français inconnu (Uncanny Nanny)